# 37.º Regimiento Antiaéreo (motorizado)
El 37.° Regimiento Antiaéreo (motorizado) (Flak-Regiment. 37 (mot.)) fue una unidad de la Luftwaffe durante la Segunda Guerra Mundial.

## Historia
Fue formado en noviembre de 1943 en Nuremberg( ?) a partir del 446° Batallón Antiaéreo, con 6. - 10. Baterías.

## Servicios
- noviembre de 1943: en Turín.
- 1 de enero de 1944: bajo la 3° Brigada Antiaérea (39° Regimiento Antiaéreo).
- 1 de febrero de 1944: bajo la 22° Brigada Antiaérea (Comando Antiaéreo Mittelitalien).
- 1 de marzo de 1944: bajo la 22° Brigada Antiaérea  (105° Regimiento Antiaéreo).
- 1 de abril de 1944: bajo la 3° Brigada Antiaérea  (57° Regimiento Antiaéreo).
- 1 de mayo de 1944: bajo la 22° Brigada Antiaérea  (57° Regimiento Antiaéreo).
- 1 de junio de 1944: bajo la 22° Brigada Antiaérea  (78° Regimiento Antiaéreo).
- 1 de julio de 1944: bajo la 22° Brigada Antiaérea  (135° Regimiento Antiaéreo).
- 1 de agosto de 1944: bajo la 22° Brigada Antiaérea  (57° Regimiento Antiaéreo).
- 1 de septiembre de 1944: bajo la 22° Brigada Antiaérea  (39° Regimiento Antiaéreo).
- 1 de octubre de 1944: bajo la 25° División Antiaérea (149° Regimiento Antiaéreo).
- 1 de noviembre de 1944: bajo la 25° División Antiaérea (149° Regimiento Antiaéreo).
- 1 de diciembre de 1944: bajo la 25° División Antiaérea (149° Regimiento Antiaéreo).
- marzo de 1945: en Silesia (Ratibor y Troppau).